# Liu Yandong
Liu Yandong (劉延東T, 刘延东S, Liú YándōngP; Nantong, 22 novembre 1945) è una politica cinese.
È stata vice premier della Repubblica popolare cinese ed è stata membro del Politburo del Partito comunista cinese dal 2007 al 2017, Consigliere di Stato tra il 2007 e il 2012 e ha diretto il Dipartimento del lavoro del Fronte unito del Partito comunista tra il 2002 e il 2007.
Laureata all'Università Tsinghua, la sua carriera è stata a lungo associata a Hu Jintao, anch'egli ex studente del medesimo ateneo e presidente della Lega della Gioventù Comunista. In quanto tali, i media l'hanno talvolta etichettata come parte della cosiddetta Tuanpai, ovvero cricca della Lega della Gioventù. Dal ritiro di Wu Yi, Liu è stata la figura politica femminile più importante della Cina e una delle due sole donne a far parte del Politburo insieme a Sun Chunlan.

## Biografia

### Inizi della carriera
Liu Yandong è nata a Nantong, nello Jiangsu, in quella che allora era la Repubblica di Cina. Suo padre Liu Ruilong era un ufficiale in servizio a Shanghai e fu vice ministro dell'agricoltura. Liu si iscrisse alla prestigiosa Università Tsinghua nel 1964, assistendo alla rivoluzione culturale e laureandosi in ingegneria chimica nel 1970.
Poco dopo la laurea iniziò a lavorare in uno stabilimento di produzione chimica a Tangshan, una città industriale nel nord-est della Cina. Nel 1980 fu inviata a lavorare per l'organizzazione del partito a Pechino e nel 1981 fu nominata vice segretario del partito del distretto di Chaoyang. Nel 1982 iniziò a lavorare per la Lega della Gioventù Comunista insieme a Wang Zhaoguo, Hu Jintao e Song Defu.
Nel marzo 1991 ha iniziato a lavorare presso il Dipartimento del lavoro del Fronte Unito come vice segretario generale. Il suo incarico riguardava essenzialmente mantenere le organizzazioni politiche e civiche non comuniste in linea con le ideologie generali del Partito Comunista. Durante il suo mandato presso il dipartimento ha conseguito un master sul lavoro e un dottorato presso l'Università Renmin e l'Università dello Jilin.

### Politburo
Tra il 2002 e il 2007 è stata a capo del Dipartimento del lavoro del Fronte unito. Nel marzo 2002 è stata anche eletta vicepresidente della Conferenza consultiva politica del popolo cinese. Essendo stata a lungo alleata del segretario generale del Partito Hu Jintao e provenendo dai ranghi della Lega della Gioventù Comunista, è entrata a far parte del XVII Politburo del Partito Comunista Cinese nel 2007, divenendo l'unica donna con un seggio al Politburo e la donna politica più influente della Cina. Al Congresso nazionale del popolo del 2008 è stata eletta Consigliera di Stato. È stata anche vicepresidente del Comitato organizzatore per i Giochi Olimpici di Pechino.
Al XVIII Congresso nazionale del Partito Comunista Cinese del 2012 è stata eletta al XVIII Politburo del Partito Comunista Cinese, divenendo la prima donna dai tempi di Deng Yingchao a servire per due mandati consecutivi al Politburo. Pochi mesi dopo, alla prima sessione plenaria del XII Congresso nazionale del popolo nel 2013, è stata anche nominata vice primo ministro, sovrintendendo ai ministeri della sanità, dell'istruzione e dello sport.

## Vita privata
Liu è sposata con Yang Yuanxing, proprietario di un'azienda tecnologica, con il quale ha una figlia.
Il 13 aprile 2009 la Stony Brook University le ha conferito un dottorato onorario in giurisprudenza.